# Sanam Luang

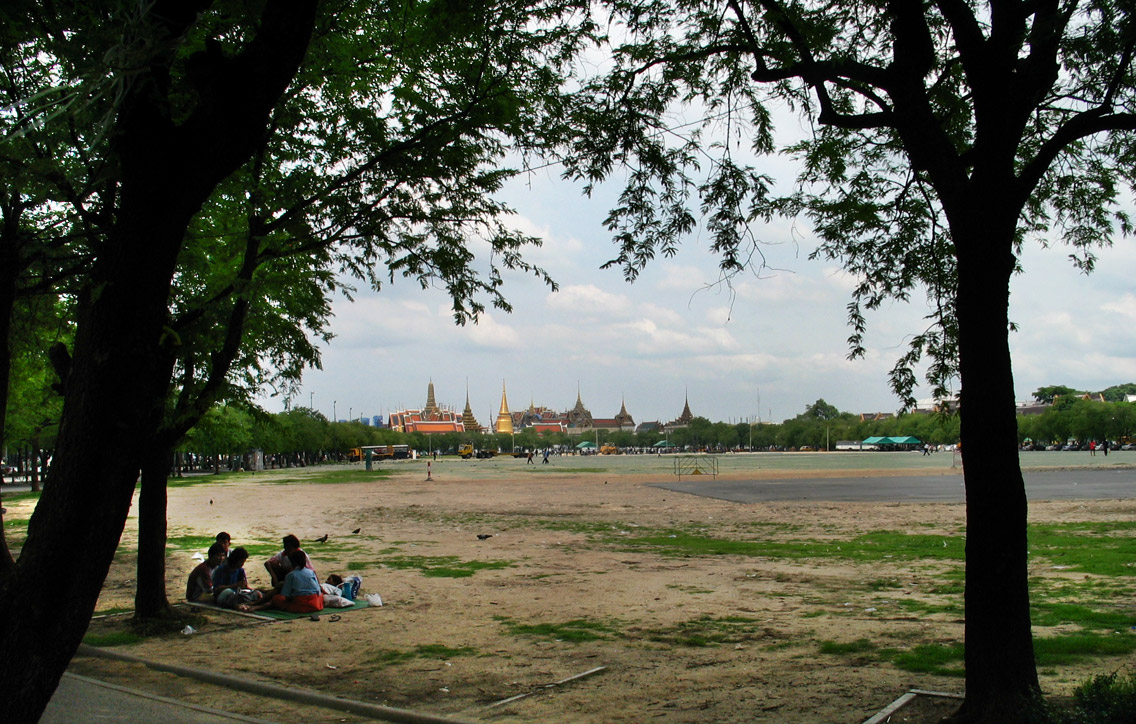
Sanam Luang (2005)

Sanam Luang (en thaï : สนามหลวง), anciennement Thung Phra Men (ทุ่งพระเมรุ), est une place de Bangkok, en Thaïlande. Avec 121 406 mètres carrés, elle est l'une des plus grandes places urbaines. Elle fait face au palais royal.

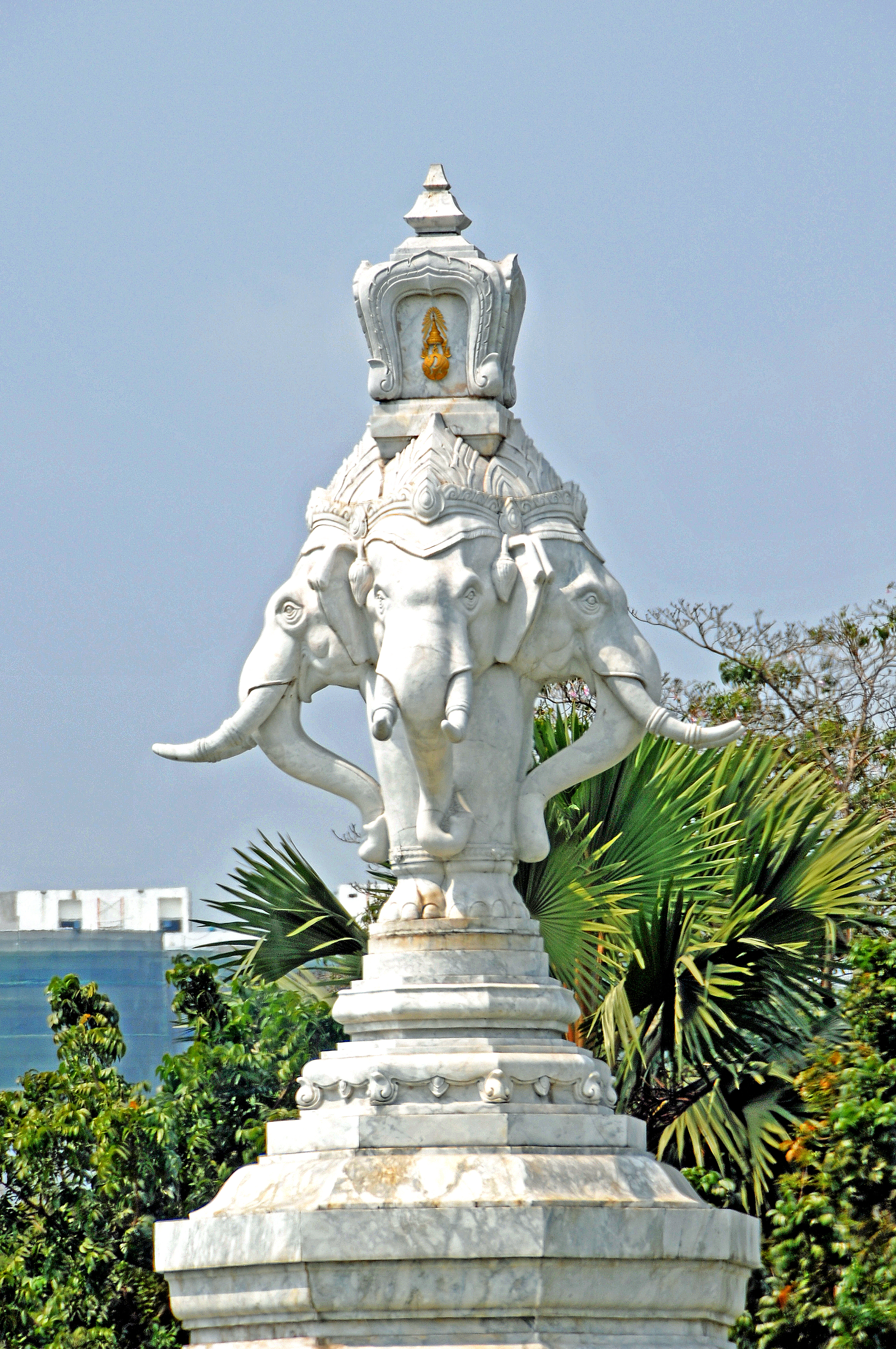
Statue de l'éléphant à trois têtes Erawan

Elle est utilisée comme lieu de la crémation des rois, des reines et des personnalités de haut rang depuis le règne du roi Rama Ier.

Crémations à Sanam Luang
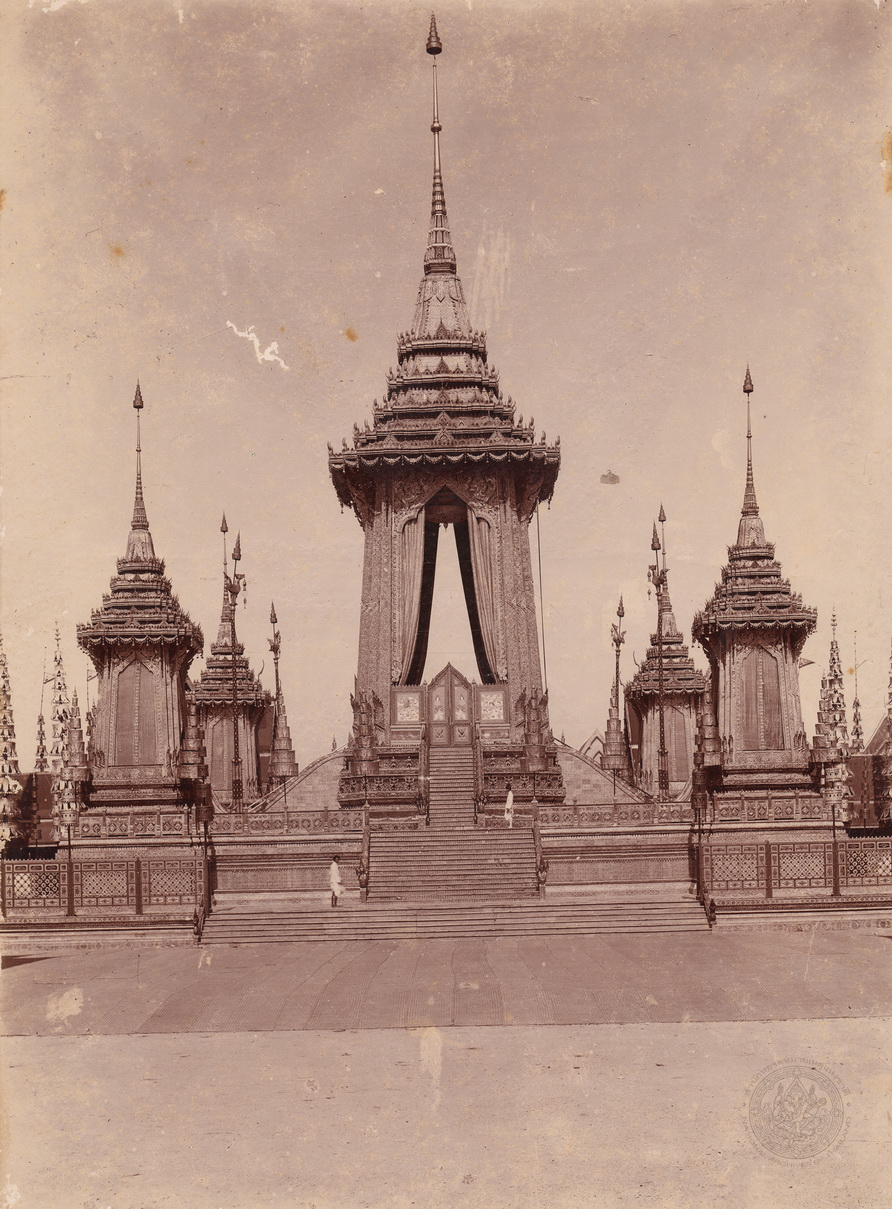
Son altesse royale Chulalongkorn Rama V en 1911
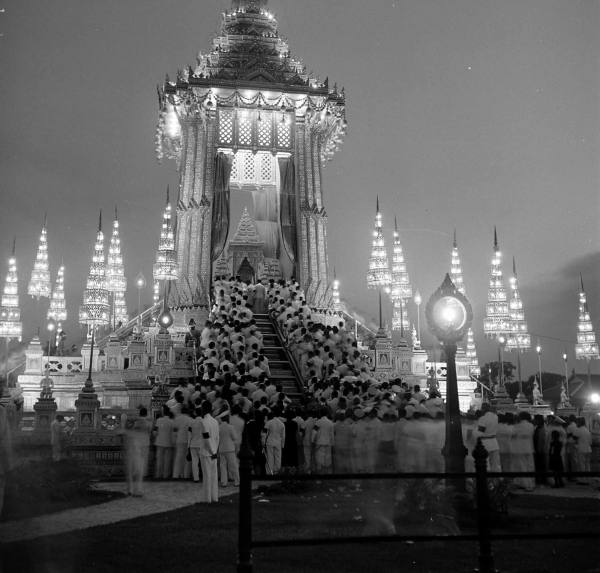
Son altesse royale Ananda Mahidol Rama VIII en 1950
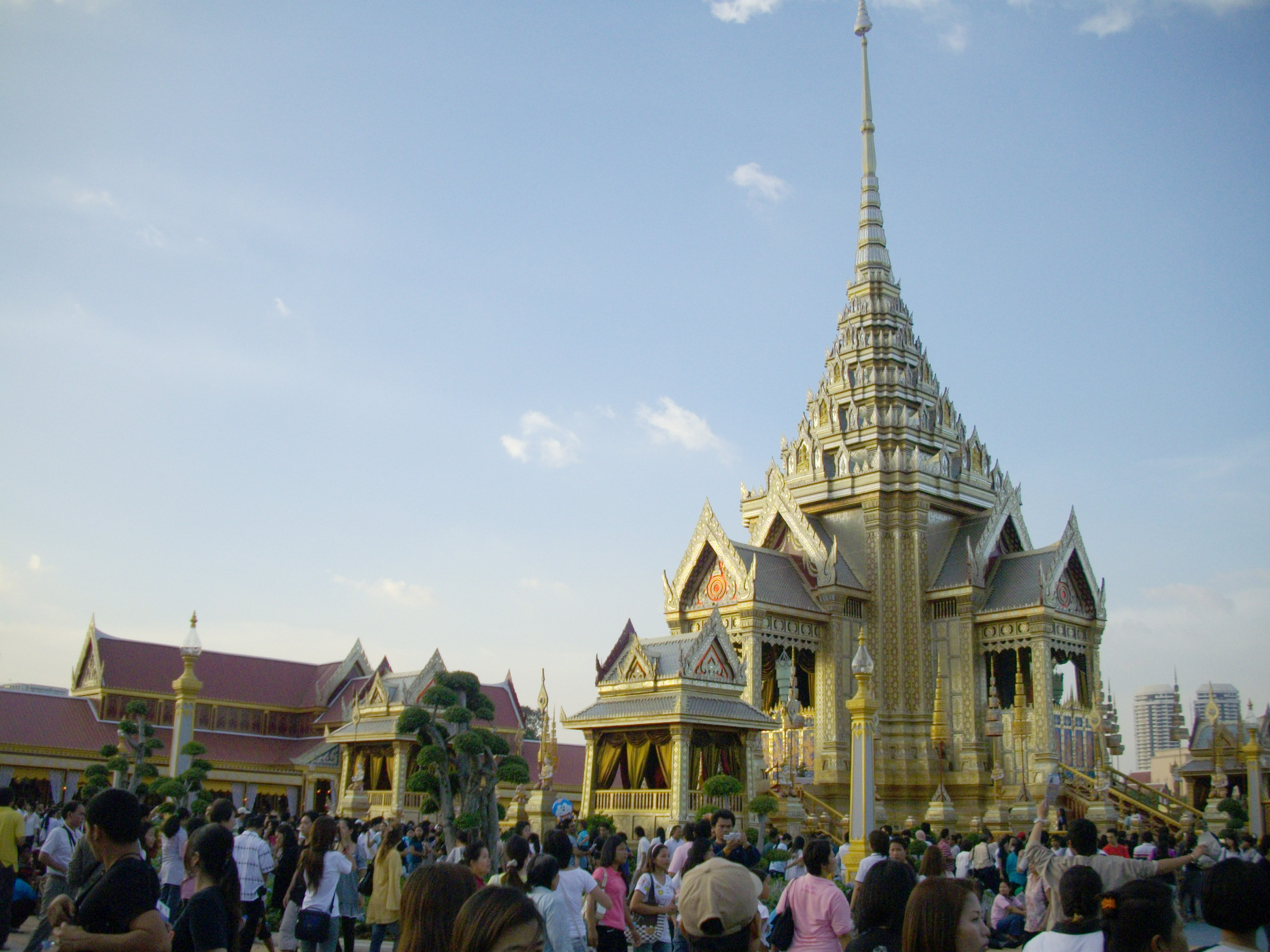
Princesse Galvani Vadhana, sœur du roi Rama IX en 2008
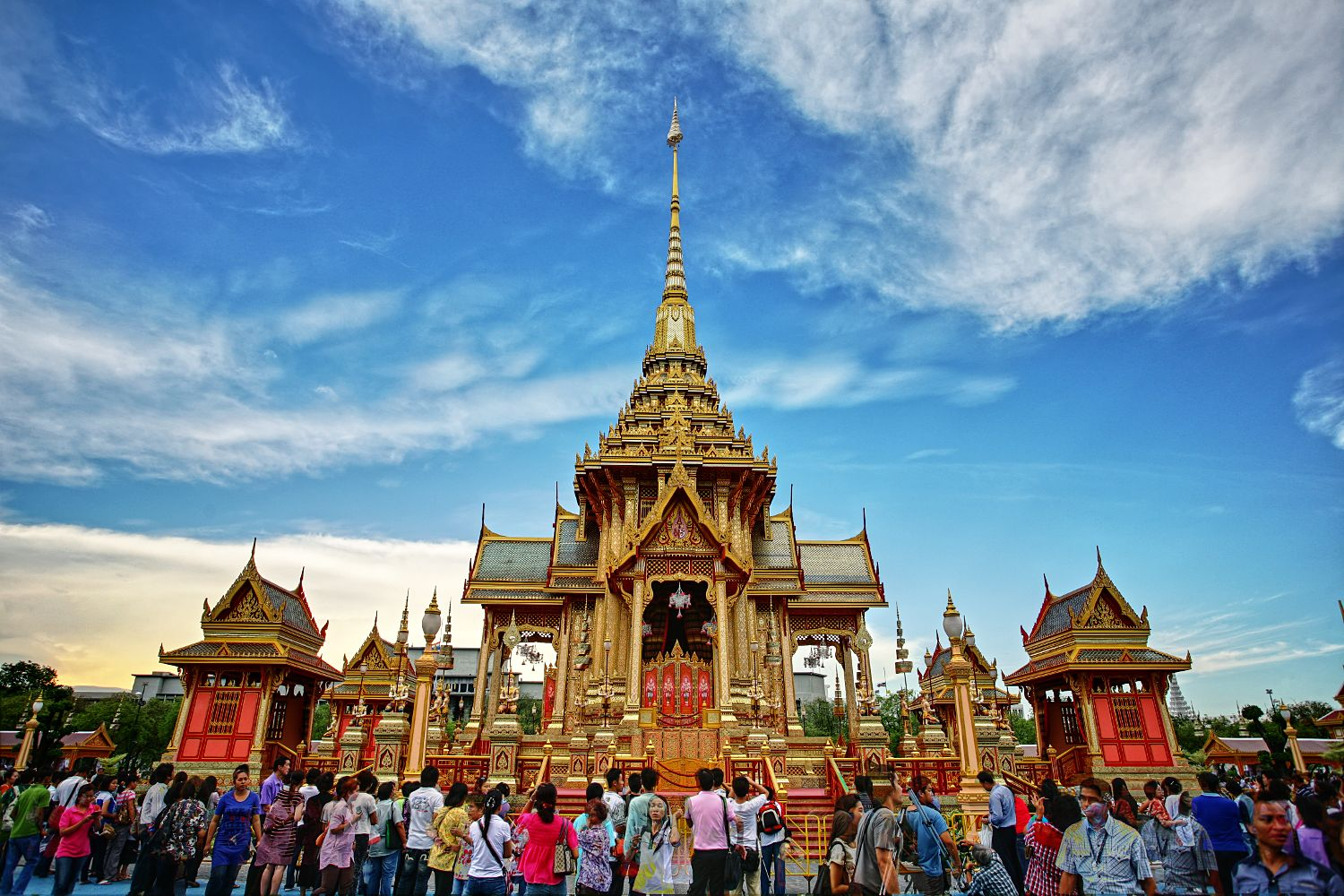
Princesse Bejaratana Rajasuda en 2012
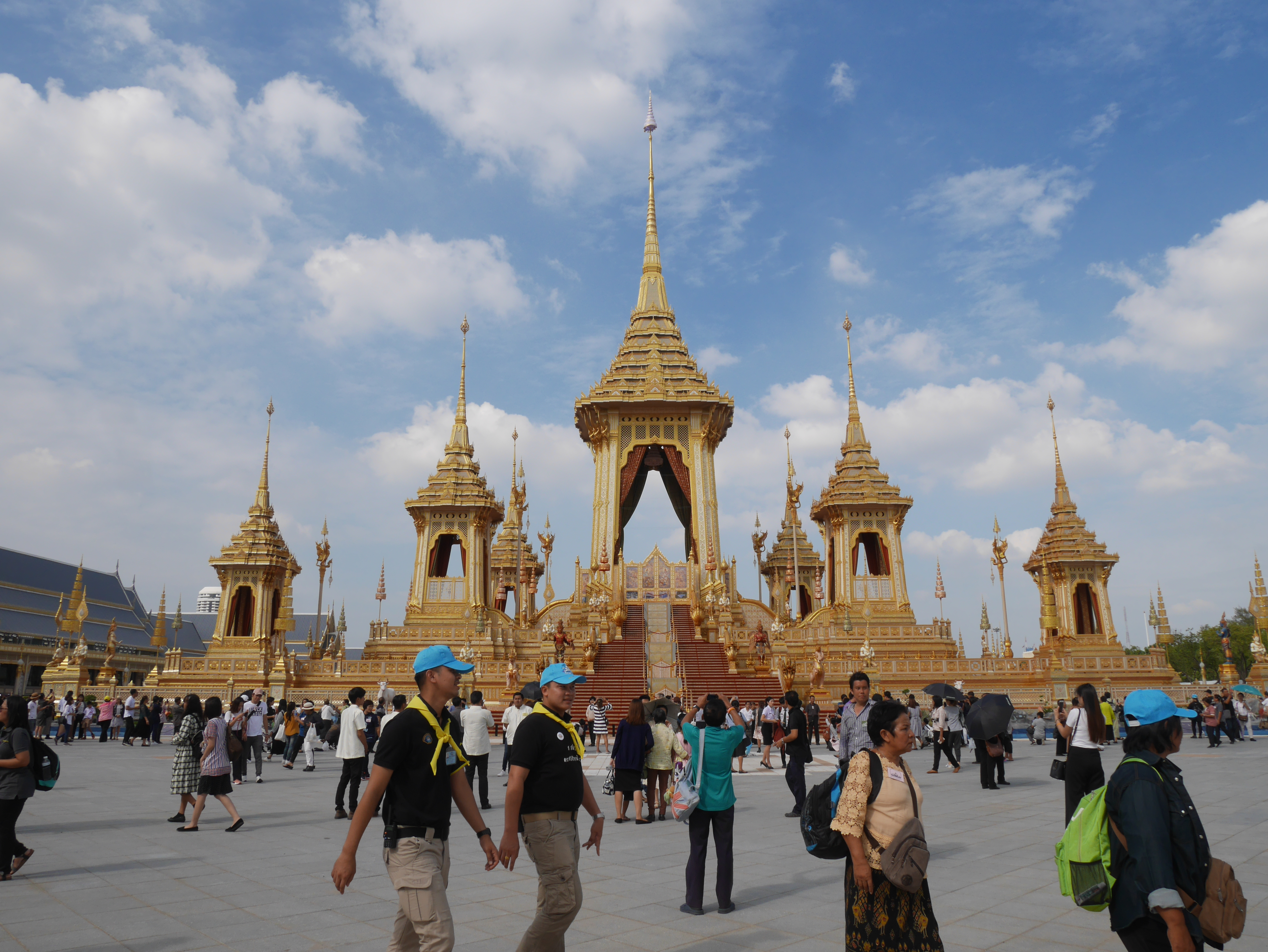
Son altesse royale Bhumibol Adulyadej Rama IX en 2017